# Młyńczyska

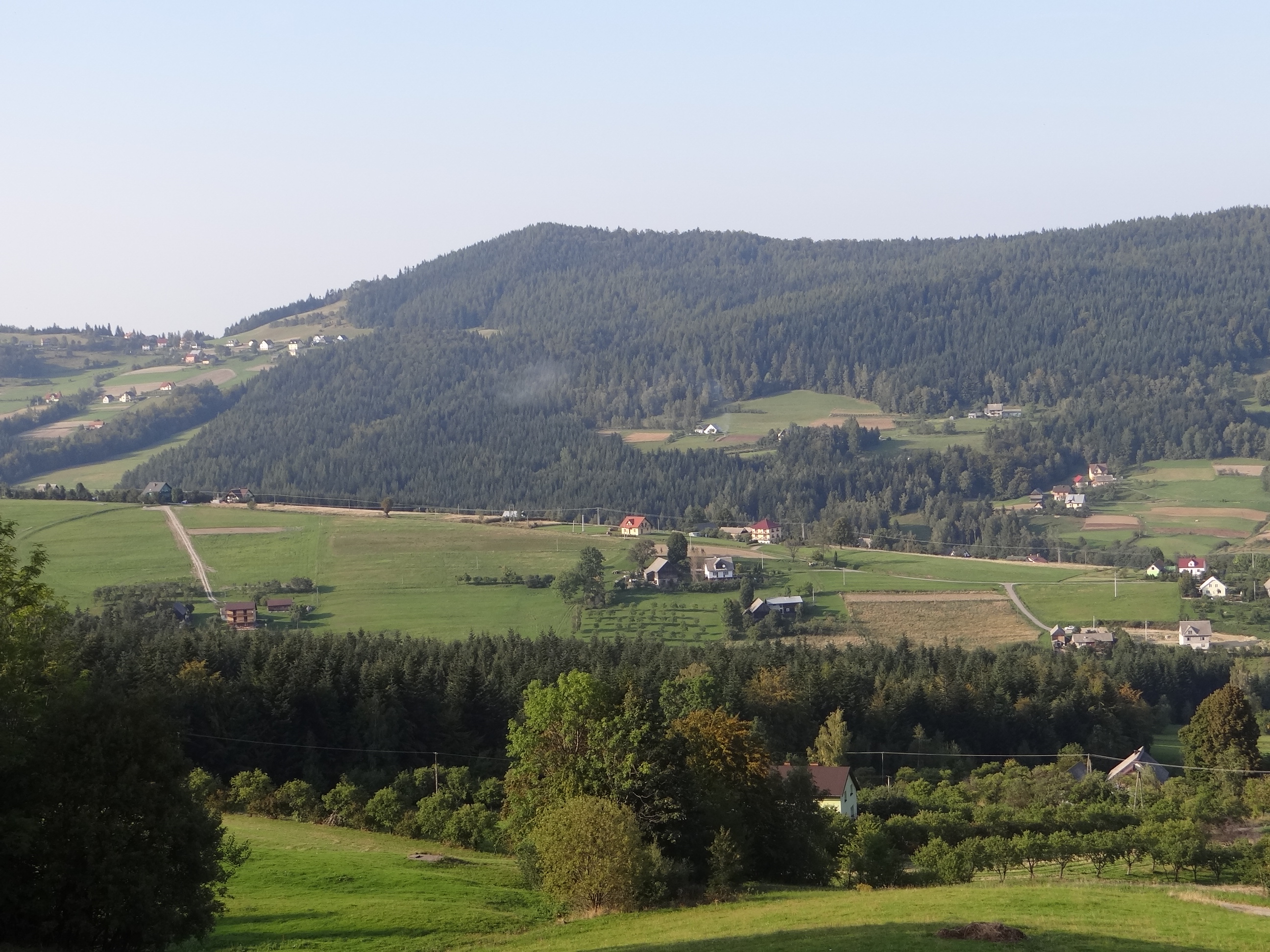
Fragment wsi

Młyńczyska – wieś w Polsce położona w województwie małopolskim, w powiecie limanowskim, w gminie Łukowica.
W latach 1975–1998 miejscowość administracyjnie należała do województwa nowosądeckiego.

## Części wsi
| SIMC    | Nazwa        | Rodzaj    |
| ------- | ------------ | --------- |
| 0449059 | Cisowy Dział | część wsi |
| 0449065 | Gądkówka     | część wsi |
| 0449071 | Kopiec       | część wsi |
| 0449088 | Kramarzówka  | część wsi |
| 0449094 | Morgi        | część wsi |
| 0449102 | Pod Górą     | część wsi |
| 0449119 | Pod Modynią  | część wsi |
| 0449125 | Spleżnia     | część wsi |

## Położenie
Młyńczyska leżą w Beskidzie Wyspowym, na stokach Modyni (1029 m), Cichonia (929 m), Ostrej (925 m), Jeżowej Wody (895 m), Jasieńczyka (836 m), Klończyka (806 m), Skiełka (753 m) oraz Spleźni (711 m). Dolinę przecina potok Jastrzębik, wypływający u podnóży Modyni i wpadający do Dunajca. Młyńczyska leżą 14 km od Limanowej, 26 km od Nowego Sącza, 40 km od Szczawnicy i 90 km od Krakowa.

## Historia
Pierwsze wzmianki o niej datuje się na wiek XV. Nazwa miejscowości pochodzi prawdopodobnie od licznych młynów znajdujących się na tym terenie przed laty. Pierwszymi osadnikami była rodzina Toporczyków.
Młyńczyska przez bardzo długi okres były biedną osadą, liczącą niewielu mieszkańców. Wieś była podzielona na stronę Potocką i Łukowską. Dopiero z początkiem XX wieku zaczął się widoczny rozwój. W 1914 r. rozpoczęto budowę drewnianego kościoła, pierwszym księdzem w Młyńczyskach był Tobiasz Grunwaldzki. Do 1931 r. granicę wyznaczał potok Jastrzębik. Mieszkańcy z północnej części wsi chodzili do kościoła w Łukowicy, a z południowej do Czarnego Potoku. Wybudowanie kościoła spowodowało, że powstała jedna parafia rzymskokatolicka erygowana 1 listopada 1933 r.
W latach 80. XIX w. wieś liczyła 609 mieszkańców katolików, którzy należeli do parafii w Czarnym Potoku i Łukowicy. Znajdowała się tu gminna kasa pożyczkowa. W Młyńczyskach znajdował się również browar, karczma i duże gospodarstwo folwarczne. Podczas II wojny światowej na terenie miejscowości działała dobrze zorganizowana partyzantka. W maju 1945 roku na Cisowym Dziale zginęła Genowefa Kroczek ps. „Lotte”, w okresie okupacji organizatorka punktów sanitarnych i szkoleń sanitariuszek dla oddziałów Batalionów Chłopskich. W 1974 r. na otwarcie nowego budynku szkoły podstawowej przybył były zastępca Naczelnego Dowódcy WP gen. Zygmunt Berling.
Obecnie Młyńczyska zamieszkuje 1000 osób. Miejscowość położona na obszarze gwary podegrodzkiej (pogranicze góralsko-lachowskie) zgodnie z jej granicami wytyczonymi przez dialektologów, natomiast etnograficznie znajduje się już w obrębie terenu Górali Białych. Od 2022 r. w miejscowości działa oddział Związku Podhalan.

## Turystyka

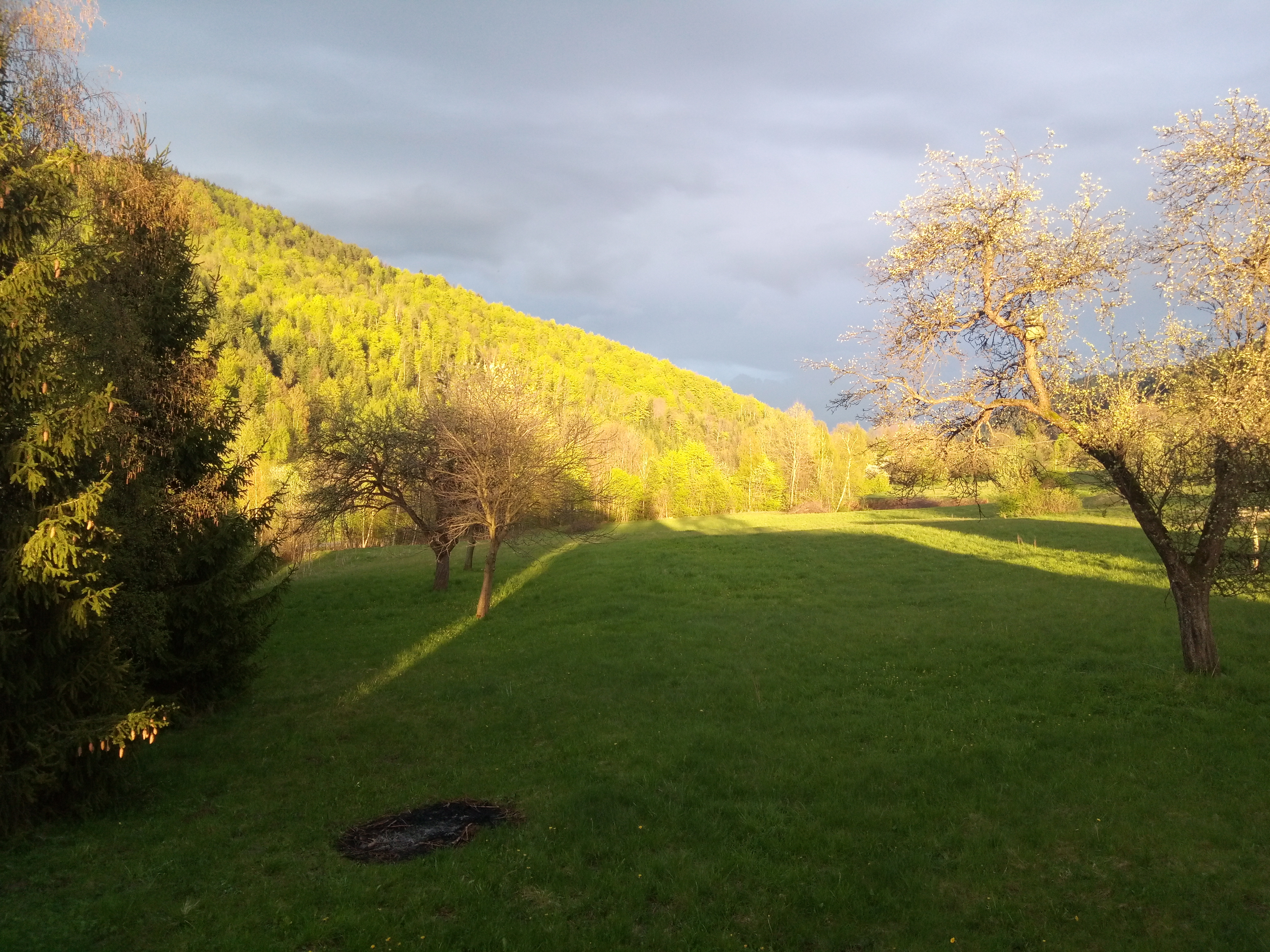
Zbocze Skiełka – widok z Młyńczysk

Najbardziej znaną atrakcją turystyczną miejscowości jest 13-metrowy krzyż milenijny i położone nieopodal niego stacje drogi krzyżowej, ulokowane na przełęczy Cisowy Dział. Co roku, na przełomie kwietnia i maja, w tym miejscu odbywa się uroczysta msza w regionalnej oprawie, organizowana wspólnie przez Związek Podhalan Oddział w Łącku oraz parafian z Młyńczysk. W sąsiedztwie krzyża znajduje się otwarte w 2016 r. Centrum Pielgrzymkowe „Tabor”.
Na przełęczy Ostra znajduje się punkt widokowy, z którego możemy oglądać panoramę miejscowości, a także Beskid Wyspowy, część Beskidu Sądeckiego, Gorce, a przy dobrej widoczności Tatry. Młyńczyska mają dobrze rozwinięte połączenia z Limanową i Nowym Sączem.
W 2021 roku na pobliskiej górze Modyń oddano do użytku wieżę widokową. Z centrum miejscowości na szczyt prowadzi szlak turystyczny (niebieski, czas przejścia 1:10 h).
W 2023 roku otwarto kolejną w okolicy wieżę widokową na Skiełku (szlak zielony, czas przejścia 2 h).
Przez Młyńczyska przebiegają następujące szlaki turystyczne:
 niebieski: Limanowa – Jabłoniec – Golców – Jeżowa Woda – Młyńczyska – Modyń – Kamienica
 zielony: Łukowica – Skiełek – Ostra – przełęcz Ostra – Przełęcz Słopnicka – Mogielica – Dobra
 żółty: Łącko – Modyń
 czarny: Cichoń – Modyń

## Sąsiednie miejscowości
Jastrzębie, Roztoka, Stara Wieś, Zalesie, Wola Kosnowa, Kicznia.